# フアン・マリーア・ボルダベリー
フアン・マリーア・ボルダベリー・アロセナ（スペイン語: Juan María Bordaberry Arocena、1928年6月17日 - 2011年7月17日）は、ウルグアイの政治家。同国大統領。バスク系ウルグアイ人。

## 経歴
コロラド党反バッジェ主義者の家庭に生まれる。父・ドミンゴ・ボルダベリーは弁護士、牧場の大地主で上院議員も務めた。当初は国民党で政治活動を行っていた。1962年に上院議員に就任。1967年にコロラド党に入党し、その後ホルヘ・パチェコ・アレコ政権下では農牧業大臣を務めた。1971年の大統領選挙で国民党のウィルソン・フェレイラ・アルドゥナテを破り、1972年に第34代大統領に就任した。

## クーデター
1950年代からの一次産品輸出の不振と工業化のいきづまりから、失業者の増大など社会不安の増していたウルグアイでは、1960年代よりツパマロスと呼ばれる都市ゲリラが政府要人の誘拐や外国企業の襲撃を繰り返していた。1971年には左派連合「拡大戦線」が選挙で大きく票を獲得し、旧来の二大政党制を大きく脅かすと、ツパマロスの活動はいよいよ過激化していった。
大統領に就任したボルダベリーは4月15日には内戦状態を宣言し、軍隊の大量投入に踏み切った。この決断は功を奏しツパマロスは掃討されたものの、軍部の介入は留まることを知らず、1973年2月には陸・海・空軍の総司令官をメンバーに含む国家安全保障審議会が設置された。軍の政治介入を制度的に保証するこの決断に議会は反発した。ボルダベリーは1973年6月27日、軍の支持を背景に国会と地方議会を閉鎖し、民主的体制を停止させた。しかしその後、1976年に全政党の廃止と協同組合による統治を提案したことでその急進性を懸念した軍事政権によって大統領の座を追われた。その後は牧場の経営に戻った。

## 裁判と死
2006年12月20日、ボルダベリーは人権侵害の容疑で逮捕された。2007年には健康問題を理由に自宅軟禁となったが、翌年には年金の支給を停止された。2010年3月5日、ボルダベリーは憲法違反、9件の失踪事件および2件の殺人の咎で禁錮30年の判決を下された。
しかし、収監されることはなく翌2011年にモンテビデオの自宅で死去した。